# Relations entre l'Algérie et le Bangladesh
Les relations entre l'Algérie et le Bangladesh font référence aux relations bilatérales entre l'Algérie et le Bangladesh. L’Algérie a joué un rôle clé dans l'incorporation du Bangladesh dans l'OCI après l'indépendance de ce dernier du Pakistan en 1971. Le Président algérien Houari Boumédiène a voyagé au Bangladesh pour conduire Sheikh Mujibur Rahman dans un avion spécial vers le Sommet islamique de Lahore en 1974. 

## Histoire
L'Algérie a reconnu le Bangladesh peu après son indépendance en décembre 1971. Les relations se sont encore améliorées lorsque Sheikh Mujibur Rahman est devenu le premier Bangladais chef de l’État à visiter Alger en 1973 dans le cadre d'un sommet du Mouvement des non-alignés. En 1974, le président Algérien Houari Boumédiène a effectué une visite officielle à Dacca. L'Algérie a joué un rôle principal en encourageant le Bangladesh à rejoindre l'Organisation de la coopération islamique en 1974.

## Coopération économique
Le Bangladesh et l'Algérie ont montré de l'intérêt pour l'expansion des activités économiques bilatérales entre les deux pays. Produits pharmaceutiques bangladais, mélamine et produits en cuir ont été identifiés comme des produits avec un bon potentiel dans le marché algérien. En 2007, une délégation d'affaires de 20 bangladais avec des chefs qui parcouraient l'Algérie pour trouver des moyens pour augmenter le commerce bilatéral et les investissements entre les deux pays.